# La sorgente
La sorgente (La Source) è un dipinto ad olio su tela di canapa del pittore francese neoclassico Jean-Auguste-Dominique Ingres. L'opera fu iniziata a Firenze attorno al 1820, ma completata non prima del 1856 a Parigi. Quando Ingres la mostrò per la prima volta aveva già 76 anni, era diventato molto celebre e manteneva la carica di presidente all'École des beaux-arts.

## Storia
La posa del nudo femminile rappresentato in questo quadro può essere paragonata a quella di un altro dipinto dello stesso autore, la Venere Anadiomene del 1848, ed è una rivisitazione dell'Afrodite cnidia o "Venere pudica" (in quanto si tiene la mano davanti al pube con l'intento di coprirlo alla vista) rappresentata anche nella Nascita di Venere di Sandro Botticelli.
La modella era la giovane figlia della portinaia di Ingres. 
Due allievi di Ingres, Paul Baize e Alexandre Desgoffe, hanno contribuito a creare lo sfondo ed il vaso con l'acqua. Già nei primissimi tempi era un'immagine estremamente popolare, tanto che molti ne cantarono le lodi a lui, in particolare lo scrittore Théophile Gautier e il poeta Théodore de Banville. La posa di questa immagine ha anche attirato in seguito pittori come William-Adolphe Bouguereau (nella sua Nascita di Venere del 1879) e Pablo Picasso e ispirò numerosi artisti tra cui Georges Seurat, Pierre-Auguste Renoir, Aristide Maillol e René Magritte.
Veneri e odalische sono state più volte dipinte da Ingres, che mise di volta in volta l'accento sui modelli, le pose originali e le linee arabescate, lasciando una presentazione fedele dell'anatomia. Questa regola viene seguita ad esempio anche ne La grande odalisca. La pelle liscia delle donne dà quasi l'illusione di una statua; questo stile di pittura ha trovato molti seguaci e si vede soprattutto nelle opere degli studenti di Ingres, dove le scene mitologiche e gli atti sono idealizzati, e i dettagli fedelmente riprodotti.

## Descrizione

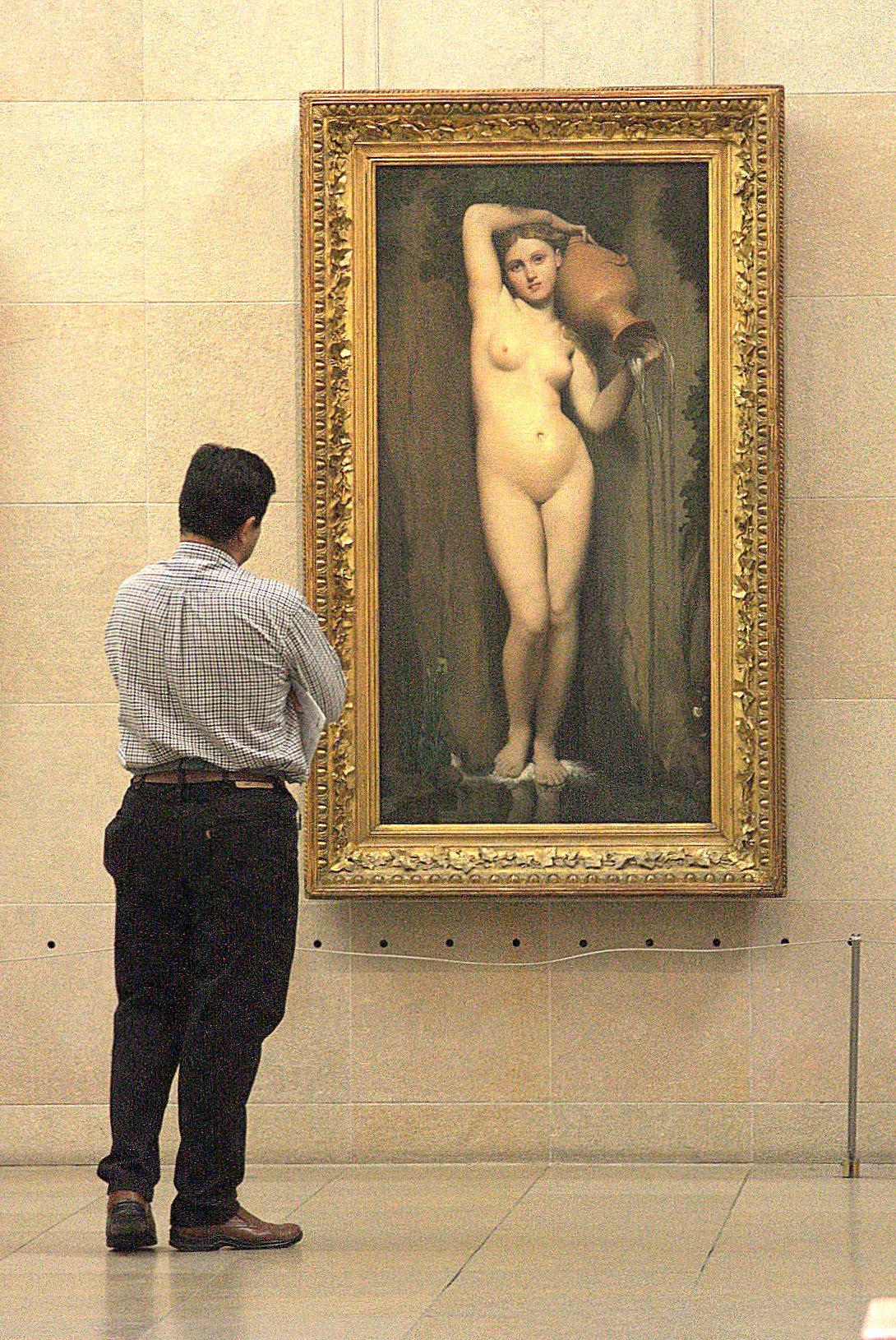
Il quadro in mostra nel 2009.

Eseguito con un'attenta applicazione del colore, com'era nello stile di Jean-Léon Gérôme, il dipinto raffigura un sinuoso (caratteristico dei nudi di Ingres) nudo artistico femminile in piedi, in posizione perfettamente verticale e dall'esagerato contrapposto; inserito in un'apertura rocciosa, tiene tra le mani (appoggiata sulla spalla sinistra) una brocca da cui sgorga dell'acqua cristallina. Rappresenta quindi una delle Naiadi o ninfa della fonte o sorgente. Questa, in letteratura classica, è sacra alle Muse e pertanto "fonte" d'ispirazione poetica. 
Ai suoi piedi, alla destra e alla sinistra, si alzano due fiori, dei narcisi, con la loro "vulnerabilità di fronte ai maschi che desiderano coglierli"; è inoltre incorniciata da un'edera, pianta sacra a Dioniso, il dio del disordine interiore, della rigenerazione e della condizione estatica. L'acqua che riversa la separa dall'osservatore, come i fiumi che segnano i confini di cui lo stretto passaggio tra le rocce rappresenta un simbolo importante.
Gli storici dell'arte Frances Fowle e Richard Thomson suggeriscono che vi è qui un'unità simbolica tra la Donna e la Natura, dove le piante da fiore e l'acqua fanno da sfondo rappresentando così gli attributi secondari dell'essere femminile.

## Ricezione
La prima mostra pubblica dedicata alla "sorgente" è stata nel 1856, l'anno stesso in cui è stato completato il dipinto; accolto con entusiasmo, il politico Tanneguy Duchâtel lo acquistò nel 1857 per un importo di 25.000 franchi. Lo Stato francese ha in seguito acquisito l'opera nel 1878 e passandola immediatamente al Museo del Louvre. Nel 1986 è stato infine trasferito al Museo d'Orsay . Il dipinto è stato spesso esposto ed ampiamente pubblicato.
Haldane Macfall in A History of Painting: The French Genius descrive La sorgente di Ingres come un "superbo nudo con cui è principalmente conosciuto". Kenneth Clark nel suo libro "Feminine Beauty" ha osservato come La sorgente sia stata più volte descritta come "la più bella figura dell'intera pittura francese". Walter Friedländer in "David to Delacroix" (1952) lo indica semplicemente come il più famoso tra i quadri di Ingres.
Nelle sue Confessions of a Young Man lo scrittore irlandese George Moore ha scritto, in relazione alla moralità della produzione artistica: "Cosa mi può mai importare che la virtù della sedicenne sia stato il prezzo da pagare ad Ingres. Anche se fosse morta avvelenata o di malattia in ospedale, ciò è nulla se confrontato con l'essenziale, quello squisito sogno di innocenza rappresentato da La sorgente.